# Брајан Руиз
Брајан Руиз (шп. Bryan Jafet Ruiz González; 18. август 1985) костарикански је фудбалски репрезентативац који тренутно наступа за Сантос.

## Каријера
Каријеру је започео играјући за костарикански клуб Алахуеленсе. Године 2004. Руиз је са Алахуеленсеом освојио Лигу шампиона КОНКАКАФ, а 2005. и првенство Костарике.
Од 2006. до 2009. био је играч белгијског Гента. 2009. године, Брајан је прешао у Твенте.
Од 2011. године је играо за енглески Фулам. Јануара 2014. је потписао уговор о позајмици са холандским ПСВ из Ајндховена.
Године 2015. постао је играч португалског клуба Спортинг из Лисабона.
Руиз је два пута биран за најбољег играча сезоне, 2009. у Генту и 2010. у Твентеу, његов гол у дресу Фулама против Евертона је проглашен за гол месеца Премијер лиге октобра 2011.

## Репрезентација
Дебитовао је за Костарику против Кине 19. јуна 2005. године.
Руиз је постигао шест голова током квалификација за Светско првенство 2010. године. У квалификацијама за 2014. годину постигао је три гола и био предводник репрезентације на првенству у Бразилу. На Светском првенству у фудбалу 2014, постигао је гол на првом мечу против Уругваја у Форталези (3:1). Дана 20. јуна, Руиз је постигао једини гол у победи Костарике над Италијом која је била апсолутни фаворит. У осмини финала је поново постигао гол, Костарика победила је Грчку 5:3 (1:1 у регуларном делу) након пенала и по први пут у историји дошла до четвртфинала, где је поражена од Холандије 4:3 након пенала, а Руиз је промашио пенал у другој серији.
На Светском првенству 2018. године у Русији је био капитен репрезентације.

## Трофеји

### Твенте
- Ередивизија (1) : 2009/10.
- Куп Холандије (1) : 2010/11.

### Спортинг
- Суперкуп Португалије (1) : 2015.

### Репрезентација Костарике
- Копа сентроамерикана (1) : 2014.